# Rada Pařížské komuny
Rada Pařížské komuny (francouzsky Conseil de la Commune) byl volený orgán, který vládl v Paříži od 28. března do 28. května 1871 během Pařížské komuny.

## Volby
Tato rada vzešla z komunálních voleb konaných 26. března 1871 v Paříži. Z 484 569 oprávněných voličů se jich zúčastnilo 229 167 osob. Vysoká neúčast byla dána odchodem mnoha státních úředníků, kteří následovali vládu Adolpha Thierse do Versailles (od 19. března) a obyvateli nepřátelských vůči Komuně. Seznamy příznivé pro Komunu získaly drtivou většinu ve 20. obvodu (100 % hlasů), 17., 18. a 19. obvodu. Více než tři čtvrtiny voličů hlasovaly pro komunardy ve 3., 4., 5., 6., 7., 10., 11., 12., 13. a 14. obvodu. Na druhé straně 1., 2., 9. a 16. obvod hlasovaly drtivou většinou pro seznamy předložené starosty okresů, kteří jsou proti Komuně.

## Funkcionáři
Rada měla mít 92 členů. Ale 15 volených členů z buržoazních čtvrtí (1., 2., 6., 9., 12. a 16. obvod) odmítlo do rady zasednout. Někteří volení představitelé rychle rezignovali na protest proti dekretu o rukojmích zajatými Radou komuny: Ulysse Parent, Ernest Lefèvre, Arthur Ranc, Edmond-Alfred Goupy. Émile-Victor Duval a Gustave Flourens byli zabiti v prvních bitvách proti vojákům z Versailles. Pokud jde o Augusta Blanquiho (zvoleného v 18. a 20. obvodu), vláda Adolphe Thierse ho držela v Bretani jako zajatce. Bylo nutné proto uspořádat doplňující volby 16. dubna 1871 (téměř 70 % voličů se jich nezúčastnilo). Ve skutečnosti měla rada 85 členů.
Volení funkcionáři tvořili dvě sociální skupiny. Ve skupině řemeslníků a dělníků bylo 12 řemeslníků, 6 drobných obchodníků, 6 ševců, 6 slévačů, 2 knihaři, 2 typografové, 2 kloboučníci, 1 barvíř, 1 truhlář, 1 bronzíř. Ve skupině svobodných a intelektuálních povolání bylo 12 novinářů, 3 právníci, 3 lékaři, 2 malíři, 1 farmaceut, 1 architekt, 1 inženýr, 1 veterinář.
Členové Rady nepatřili k organizovaným stranám. Čtrnáct radních bylo internacionalisty, vedle nich bylo devět blanquistů a dále asi dvacet republikánských jakobínů nostalgických po francouzské revoluci v roce 1789, někteří z nich se účastnili revoluce v roce 1848. Dále zde bylo 25-30 nezávislých členů.
Ti, kteří si říkali „revoluční socialisté", chtěli kolektivizaci výrobních prostředků, jiní lpěli více na politických reformách. Někteří se domnívali, že Komuna zajistí sociální rovnost. Každý chtěl autonomní komunu, která měla být počátkem federace všech komun ve Francii. Většina z nich chtěla nahradit stálou armádu občanskými milicemi. Všichni chtěli, aby státní zaměstnanci byli voleni a zodpovědní občanům. Počáteční jednomyslnost však rychle ustoupila rozdělením mezi většinu (blanquisté, jakobíni, nezávislí a několik internacionálů) a menšiny (zejména internacionálové a několik nezávislých). To se projevilo v souvislosti s vytvořením Výboru pro veřejnou bezpečnost dne 11. května 1871.

## Činnost
Většina radních byli mladí a kromě zkušeností s odborářským bojem byli bez politických a administrativních zkušeností. Museli vykonávat několik úkolů současně. V první řadě byli voleni místně do svého obvodu, který museli spravovat. Kromě toho společně zasedali na zasedáních rady, kde se projednávalo a hlasovalo o dekretech Komuny. Dále museli jednat s různými aktéry Komuny: různé delegace ze čtvrtí, profesí, národní gardy atd. a provádět návštěvy v terénu. Konečně byli členy různých komisí zřízených za účelem přípravy opatření požadovaných voliči.
Těchto komisí bylo ustaveno deset:
- výkonná komise prosazovala dekrety Komuny,
- školská komise obnovovala školy a střední školy opuštěné některými jejich učiteli nepříznivými pro Komunu a položila základy budoucího, světského, bezplatného a povinného vzdělávání,
- finanční komise spravovala rozpočet města a vyjednávala potřebné finanční prostředky s Banque de France,
- komise pro spravedlnost reorganizovala soudy, které rovněž opustili státní zaměstnanci jmenovaní za Druhého císařství, a musela zvážit reformu soudnictví založenou na demokratických principech,
- vojenská komise se starala o Národní gardu a její štáb,
- komise pro vnější vztahy se pokoušela navázat spojení s komunami v jiných městech,
- komise pro veřejné služby provozovala železnici, poštu apod.,
- komise pro živobytí zajišťuje zásobování Paříže, obklopené na západě a jihu vládními vojáky ve Versailles, na severu a východě německými jednotkami,
- všeobecná bezpečnostní komise zajišťovala udržování pořádku a bezpečnosti,
- výbor pro práci a obchod měl reformovat vztahy mezi zaměstnavateli a zaměstnanci.